# Stazione 3: top secret
Stazione 3: top secret (The Satan Bug) è un film del 1965 diretto dal regista John Sturges.

## Trama
Un segretissimo centro di ricerche federale statunitense denominato Stazione 3 situato nel deserto californiano ha all'attivo un nutrito carnet di armi batteriologiche scoperte, coltivate e conservate al suo interno.
Le sue due scoperte più pericolose sono il botulino e il cosiddetto Supervirus (Bacillo di Satana tradotto letteralmente dall'originale inglese), nuovissima arma tanto terribile da aver instillato dubbi di ordine morale nella stessa équipe di scienziati.
Durante una notte, vengono eluse le molteplici misure di sicurezza e viene trafugata tutta la coltura di entrambe le sostanze.
La rivendicazione non si fa attendere a lungo: la Stazione 3 deve essere smantellata altrimenti tutto il Supervirus verrà liberato, sterminando il genere umano nel giro di poche settimane.
L'intelligence per smascherare il colpevole chiederà l'aiuto del perspicace Lee Barrett, ex-direttore della Stazione 3 che sembra sapere più cose di quante ne intende rivelare.